# Spvg. Niedermark
Die Spvg Niedermark (offiziell: Spielvereinigung Niedermark 1930 e.V.) ist ein Sportverein aus Hagen am Teutoburger Wald im Landkreis Osnabrück. Die Tischtennismannschaft spielte in der 2. Bundesliga.

## Geschichte
Der Verein entstand im August 1964 durch die Fusion des im Jahre 1930 gegründeten Sportverein Niedermark mit dem 1947 gegründeten SV Gellenbeck. Neben Tischtennis bietet der Verein noch Badminton, Darts, Fitness, Fußball, Handball, Rehabilitationssport, Tennis und Turnen an.

### Tischtennis
Die Tischtennismannschaft der Männer stieg im Jahre 1984 in die 2. Bundesliga Nord auf, eine von vier regionalen Staffeln der 2. Bundesliga. Die ersten drei Spielzeiten beendete die Mannschaft meist im hinteren Mittelfeld der Tabelle, ehe sie im vierten Jahr durch einen vierten Platz die Qualifikation für die nun zweigleisige 2. Bundesliga schaffte, aus der sie im Jahre 1990 absteigen mussten. Zwei Jahre später gelang der direkte Wiederaufstieg, dem allerdings der erneute Abstieg in der folgenden Saison folgte. 1994 stiegen die Niedermärker erneut in die 2. Bundesliga auf, ehe zwei Jahre später der erneute Abstieg folgte. In der Saison 2018/19 spielt die Spvg Niedermark in der Bezirksliga. Für die Spvg spielten einst Zoltán Bátorfi, Kay-Andrew Greil, Dieter Lippelt und Evgueni Shetinin.

### Fußball
Die Fußballer der Spvg Niedermark stiegen 1976 in die Bezirksklasse auf und schafften zwei Jahre später den Aufstieg in die Bezirksliga. 1982 stieg die Mannschaft wieder in die Bezirksklasse ab. Vier Jahre später wurden die Niedermärker dort Vizemeister hinter dem FC Bissendorf, ehe es 1989 runter in die Kreisliga ging. Zwei Jahre später stieg die Mannschaft wieder auf, musste aber direkt wieder absteigen. Es folgte der direkte Wiederaufstieg 1993, ehe 1995 eine Ligareform den Klassenerhalt kostete, als die Anzahl der Bezirksklassen von acht auf fünf reduziert wurde. Seitdem pendelt die Mannschaft zwischen Kreisliga und 1. Kreisklasse.